# روزا آلباخ رتی
روزا آلباخ رتی (انگلیسی: Rosa Albach-Retty؛ ۲۶ دسامبر ۱۸۷۴ – ۲۶ اوت ۱۹۸۰) یک هنرپیشه اهل اتریش بود. وی بین سال‌های ۱۸۹۰ تا ۱۹۵۸ میلادی فعالیت می‌کرد.
از فیلم‌ها یا برنامه‌های تلویزیونی که وی در آن نقش داشته است می‌توان به اپیزود اشاره کرد.